# Dubovány
Dubovány (szlovákul Dubovany) község Szlovákiában, a Nagyszombati kerületben, a Pöstyéni járásban. Alsódubovány és Felsődubovány egyesítésével jött létre.

## Fekvése
Pöstyéntől 14 km-re, délnyugatra fekszik.

## Története
A régészeti leletek tanúsága szerint a község területén a kőkorszak óta éltek emberek. A vonaldíszes kultúra népének nyomain kívül megtalálták itt a bronzkor és a korai vaskor népeinek nyomait is. A szlávok korai településének nyomait a 8. és 9. századból származó 39 feltárt sír jelzi.
1113-ban a zobori apátság oklevele „villa Lucinci" falut említ. A falu bizonyos első említése 1279-ből származik „Luchunch" néven. A középkorban a mai község helyén két település, a csejtei váruradalomhoz tartozó Felsődubovány és az Ocskay család birtokában levő Alsódubovány állt. Alsóduboványt 1532-ben „Kys Dwbowenka" néven említik. A történeti források szerint 1600-ben Felsőduboványnak 32, Alsóduboványnak 20 háza állt. 1787-ben Felsőduboványnak 233 lakosa és 33 háza, Alsóduboványnak 332 lakosa és 50 háza volt. Iskoláját 1850-ben építették.
Vályi András szerint: „Alsó Dubovány. Tót falu Nyitra Vármegyében, földes Ura Skultéti Uraság, lakosai katolikusok, fekszik Dudvág vizétöl nem meszsze, Leopold Városától egy mértföldnyire, határja jeles javakkal bír, mellyekhez képest, első Osztálybéli." „Felső Dubovány. Tót falu Nyitra Vármegyében, földes Urai külömbféle Urak, lakosai katolikusok, fekszik az előbbitöl nem meszsze, réttye, és földgye ugyan első Osztálybéli, legelője is elég van, piatzozája Csejtán, Vágujhelyben, és Galgóczon; de mivel szőleje nintsen, és kevés fája van tűzre, a’ második Osztályba tétettetett."
Fényes Elek szerint: „Dubován, (Alsó- és Felső-), Nyitra m. két egymás mellett lévő tót falu, N. Kosztolán mellett. Az első 547 kath., 1 evang., 28 zsidó lak. F. u. Ocskay fam.; a második 252 kath., 1 evang., 11 zsidó lak. F. u. a csejtei uradalom. Határuk termékeny; réteik igen jók; bort termesztenek; malmuk van. Ut. p. N. Szombat."
Nyitra vármegye monográfiája szerint: „Alsó-Dubován, kis község a Vág völgyében, 395 lakossal, kik r. kath. vallásu tótok. Az Ocskay-család régi fészke, melynek itt hajdan várkastélya is volt. A XIII. és XIV. században a "de Dub" előnevet használták. Dubovánt azelőtt Luchung várának nevezték és a tatárjárás alatt a vad tatárhordák a várat feldúlták és az Ocskay-családnak több tagját felkonczolták. Kath. temploma 1778-ban épült és czínterme van. Hajdan az Ocskayak temetkezési helyéül szolgált. A község postája, távirója és vasúti állomása Nagy-Kosztolány. Földesurai az Ocskayakon kivül a Leőveyek és Nádasdyak voltak." „Felső-Dubován, tót község, Alsó-Dubován mellett, a Dudvág jobb partján, 304 r. kath. vallásu lakossal. Postája Nagy-Kosztolány, táviró- és vasúti állomása Kosztolány. Földesurai ugyanazok voltak, mint Alsó-Dubován községé, minthogy története és egyéb emlékei tekintetében is teljesen összefügg a szomszédos Alsó-Dubovánnal 1379-ben szintén mint Leövey Miklós, az Ocskayak ősének birtoka szerepel. Most gróf Zamojszky Ludmillának van itt nagyobb birtoka."
1908-ban és 1909-ben tűzvészek pusztítottak, melyek emberéleteket is követeltek. Lakói főként mezőgazdasággal foglalkoztak. A trianoni békeszerződésig mindkét falu Nyitra vármegye Pöstyéni járásához tartozott.
Alsó- és Felsőduboványt 1943-ban egyesítették.

## Népessége
| Év:            | 1994. | 2004.   | 2014.   | 2024.    |
| -------------- | ----- | ------- | ------- | -------- |
| Emberek száma: | 871   | 935     | 1004    | 1107     |
| Eltérés:       |       | +7,34 % | +7,37 % | +10,25 % |

| Év:            | 2023. | 2024.   |
| -------------- | ----- | ------- |
| Emberek száma: | 1088  | 1107    |
| Eltérés:       |       | +1,74 % |

1910-ben Alsóduboványnak (Dolné Dubovany) 485, Felsőduboványnak (Horné Dubovany) 419, túlnyomórészt szlovák anyanyelvű lakosa volt.
2001-ben Dubovány 939 lakosából 934 szlovák volt.
2011-ben Dubovány 979 lakosából 962 szlovák volt.

## Neves személyek
- Itt született 1786-ban Ocskay Ignác Xavér, Nyitra vármegye alispánja, majd országgyűlési követe, királyi tanácsos.

## Nevezetességei
- Mihály arkangyal tiszteletére szentelt, római katolikus temploma 1778-ban épült. A Szentháromság tiszteletére állított mellékoltára 1630-ban készült, ez később restaurálva a pöstyéni templomba került.

## Lásd még
- Alsódubovány
- Felsődubovány